# Copa CONMEBOL de 1995
A Copa CONMEBOL de 1995 foi a quarta edição desta competição de futebol organizada pela Confederação Sul-Americana de Futebol.
Disputada por dezesseis agremiações, a competição começou no dia 17 de outubro e foi finalizada em 19 de dezembro. Atlético Mineiro e Rosario Central se enfrentaram na decisão, vencida na disputa por pênaltis pelo clube argentino. Este foi o primeiro título internacional da história do Rosario Central.
Após o término da finalíssima, o campo do estádio Gigante de Arroyito foi invadido por uma multidão de torcedores para festejar com os jogadores. No entanto, uma confusão generalizada teve início resultando em briga e atrapalhando a cerimônia de entrega do troféu.

## Antecedentes
Inaugurada em 1992, a Copa CONMEBOL foi organizada pela Confederação Sul-Americana de Futebol (CONMEBOL), sendo considerada como de segundo nível sul-americano, abaixo da Copa Libertadores da América e uma das precursoras da Copa Sul-Americana. Os brasileiros Atlético Mineiro e Botafogo e São Paulo venceram as três edições anteriores.

## Participantes e regulamento
Esta edição foi disputada por dezesseis clubes, sendo quatro brasileiros: Atlético Mineiro, Ceará, Corinthians e Guarani; dois argentinos: Gimnasia y Esgrima e Rosario Central; dois colombianos: América de Cali e Independiente Medellín; dois uruguaios: Defensor Sporting e Sud América; além dos demais participantes: Club The Strongest (Bolivia), Cobreloa (Chile), Barcelona de Guayaquil (Equador), Atlético Colegiales (Paraguai), Ciclista Lima (Peru) e Mineros de Guayana (Venezuela). O regulamento, por sua vez, organizou as equipes em dois chaveamentos pré-determinados e compostos por jogos eliminatórios de ida e volta. Os vencedores dos chaveamentos se enfrentaram na decisão.
| País      | Equipe                 | Ref.  |
| --------- | ---------------------- | ----- |
| Argentina | Gimnasia y Esgrima     | [ 5 ] |
| Argentina | Rosário Central        | [ 5 ] |
| Bolívia   | The Strongest          | [ 5 ] |
| Brasil    | Atlético Mineiro       | [ 5 ] |
| Brasil    | Ceará                  | [ 5 ] |
| Brasil    | Corinthians            | [ 5 ] |
| Brasil    | Guarani                | [ 5 ] |
| Chile     | Cobreloa               | [ 5 ] |
| Colômbia  | América de Cali        | [ 5 ] |
| Colômbia  | Independiente Medellín | [ 5 ] |
| Equador   | Barcelona de Guayaquil | [ 5 ] |
| Paraguai  | Atlético Colegiales    | [ 5 ] |
| Peru      | Ciclista Lima          | [ 5 ] |
| Uruguai   | Defensor Sporting      | [ 5 ] |
| Uruguai   | Sud América            | [ 5 ] |
| Venezuela | Mineros de Guayana     | [ 5 ] |

## Resumo
O campeonato iniciou em 17 de outubro. A fase inicial teve dois embates brasileiros, com Atlético Mineiro e Corinthians saindo-se vitoriosos. No mesmo chaveamento, América de Cali e Mineros de Guayana se classificaram. Além desses, Atlético Colegiales, Cobreloa, Rosario Central e Sud América também venceram seus adversários.
América de Cali, Atlético Colegiales, Atlético Mineiro e Rosario Central prosseguiram na competição e protagonizaram as semifinais. O Atlético Mineiro enfrentou o América de Cali em um embate equilibrado decidido nas penalidades. Por sua vez, o Rosario Central venceu as duas partidas contra o Atlético Colegiales.
A decisão começou a ser disputada em 12 de dezembro, no estádio Governador Magalhães Pinto, o Mineirão. Na ocasião, o jogo foi apitado pelo paraguaio Oscar Velazquez e terminou com uma expressiva goleada do Atlético Mineiro pelo placar de 4–0. No entanto, uma semana depois, o Rosario Central devolveu a goleada (igualando o placar agregado) e venceu a disputa por pênaltis.
Após o término da partida, uma multidão de torcedores invadiu o campo do Gigante de Arroyito para festejar com os jogadores e uma confusão generalizada teve início. O jogador Patricio Graff brigou com um torcedor para não ceder sua camisa. Por sua vez, o troféu foi erguido pelo capitão Omar Palma e rapidamente tomado pelos torcedores.

## Resultados
|  | Oitavas de final              | Oitavas de final              | Oitavas de final              | Oitavas de final              |       |                  | Quartas de final               | Quartas de final               | Quartas de final               | Quartas de final               |  |                     | Semifinais                     | Semifinais                     | Semifinais                     | Semifinais                     |                  |   | Final               | Final               | Final               | Final               |
|  | 17 de outubro a 2 de novembro | 17 de outubro a 2 de novembro | 17 de outubro a 2 de novembro | 17 de outubro a 2 de novembro |       |                  | 9 de novembro a 22 de novembro | 9 de novembro a 22 de novembro | 9 de novembro a 22 de novembro | 9 de novembro a 22 de novembro |  |                     | 29 de novembro a 7 de dezembro | 29 de novembro a 7 de dezembro | 29 de novembro a 7 de dezembro | 29 de novembro a 7 de dezembro |                  |   | 12 e 19 de dezembro | 12 e 19 de dezembro | 12 e 19 de dezembro | 12 e 19 de dezembro |
|  |                               |                               |                               |                               |       |                  |                                |                                |                                |                                |  |                     |                                |                                |                                |                                |                  |   |                     |                     |                     |                     |
|  | Ceará                         | 1                             | 2                             | 3 (6)                         |       |                  |                                |                                |                                |                                |  |                     |                                |                                |                                |                                |                  |   |                     |                     |                     |                     |
|  | Corinthians (p.)              | 1                             | 2                             | 3 (7)                         |       |                  |                                |                                |                                |                                |  |                     |                                |                                |                                |                                |                  |   |                     |                     |                     |                     |
|  | Corinthians (p.)              | 1                             | 2                             | 3 (7)                         |       | Corinthians      | 2                              | 1                              | 3                              |                                |  |                     |                                |                                |                                |                                |                  |   |                     |                     |                     |                     |
|  |                               |                               |                               |                               |       | Corinthians      | 2                              | 1                              | 3                              |                                |  |                     |                                |                                |                                |                                |                  |   |                     |                     |                     |                     |
|  |                               | América de Cali               | 1                             | 3                             | 4     |                  |                                |                                |                                |                                |  |                     |                                |                                |                                |                                |                  |   |                     |                     |                     |                     |
|  | América de Cali               | América de Cali               | 1                             | 3                             | 4     | 3                | 2                              | 5                              |                                |                                |  |                     |                                |                                |                                |                                |                  |   |                     |                     |                     |                     |
|  | América de Cali               |                               |                               |                               |       | 3                | 2                              | 5                              |                                |                                |  |                     |                                |                                |                                |                                |                  |   |                     |                     |                     |                     |
|  | Barcelona de Guayaquil        | 1                             | 0                             | 1                             |       |                  |                                |                                |                                |                                |  |                     |                                |                                |                                |                                |                  |   |                     |                     |                     |                     |
|  | Barcelona de Guayaquil        | 1                             | 0                             | 1                             |       |                  |                                |                                |                                |                                |  | América de Cali     | 4                              | 0                              | 4 (3)                          |                                |                  |   |                     |                     |                     |                     |
|  |                               |                               |                               |                               |       |                  |                                |                                |                                |                                |  | América de Cali     | 4                              | 0                              | 4 (3)                          |                                |                  |   |                     |                     |                     |                     |
|  |                               | Atlético Mineiro (p.)         | 3                             | 1                             | 4 (4) |                  |                                |                                |                                |                                |  |                     |                                |                                |                                |                                |                  |   |                     |                     |                     |                     |
|  | Atlético Mineiro              | Atlético Mineiro (p.)         | 3                             | 1                             | 4 (4) | 1                | 1                              | 2                              |                                |                                |  |                     |                                |                                |                                |                                |                  |   |                     |                     |                     |                     |
|  | Atlético Mineiro              |                               |                               |                               |       | 1                | 1                              | 2                              |                                |                                |  |                     |                                |                                |                                |                                |                  |   |                     |                     |                     |                     |
|  | Guarani                       | 1                             | 0                             | 1                             |       |                  |                                |                                |                                |                                |  |                     |                                |                                |                                |                                |                  |   |                     |                     |                     |                     |
|  | Guarani                       | 1                             | 0                             | 1                             |       | Atlético Mineiro | 6                              | 4                              | 10                             |                                |  |                     |                                |                                |                                |                                |                  |   |                     |                     |                     |                     |
|  |                               |                               |                               |                               |       | Atlético Mineiro | 6                              | 4                              | 10                             |                                |  |                     |                                |                                |                                |                                |                  |   |                     |                     |                     |                     |
|  |                               | Mineros de Guayana            | 0                             | 0                             | 0     |                  |                                |                                |                                |                                |  |                     |                                |                                |                                |                                |                  |   |                     |                     |                     |                     |
|  | Mineros de Guayana (p.)       | Mineros de Guayana            | 0                             | 0                             | 0     | 1                | 2                              | 3 (4)                          |                                |                                |  |                     |                                |                                |                                |                                |                  |   |                     |                     |                     |                     |
|  | Mineros de Guayana (p.)       |                               |                               |                               |       | 1                | 2                              | 3 (4)                          |                                |                                |  |                     |                                |                                |                                |                                |                  |   |                     |                     |                     |                     |
|  | Independiente Medellín        | 0                             | 3                             | 3 (3)                         |       |                  |                                |                                |                                |                                |  |                     |                                |                                |                                |                                |                  |   |                     |                     |                     |                     |
|  | Independiente Medellín        | 0                             | 3                             | 3 (3)                         |       |                  |                                |                                |                                |                                |  |                     |                                |                                |                                |                                | Atlético Mineiro | 4 | 0                   | 4 (3)               |                     |                     |
|  |                               |                               |                               |                               |       |                  |                                |                                |                                |                                |  |                     |                                |                                |                                |                                |                  | 4 | 0                   | 4 (3)               |                     |                     |
|  |                               | Rosário Central (p.)          | 0                             | 4                             | 4 (4) |                  |                                |                                |                                |                                |  |                     |                                |                                |                                |                                |                  |   |                     |                     |                     |                     |
|  | Gimnasia y Esgrima            | Rosário Central (p.)          | 0                             | 4                             | 4 (4) | 1                | 0                              | 1                              |                                |                                |  |                     |                                |                                |                                |                                |                  |   |                     |                     |                     |                     |
|  | Gimnasia y Esgrima            |                               |                               |                               |       | 1                | 0                              | 1                              |                                |                                |  |                     |                                |                                |                                |                                |                  |   |                     |                     |                     |                     |
|  | Sud América                   | 0                             | 4                             | 4                             |       |                  |                                |                                |                                |                                |  |                     |                                |                                |                                |                                |                  |   |                     |                     |                     |                     |
|  | Sud América                   | 0                             | 4                             | 4                             |       | Sud América      | 0                              | 2                              | 2 (3)                          |                                |  |                     |                                |                                |                                |                                |                  |   |                     |                     |                     |                     |
|  |                               |                               |                               |                               |       | Sud América      | 0                              | 2                              | 2 (3)                          |                                |  |                     |                                |                                |                                |                                |                  |   |                     |                     |                     |                     |
|  |                               | Atlético Colegiales (p.)      | 1                             | 1                             | 2 (4) |                  |                                |                                |                                |                                |  |                     |                                |                                |                                |                                |                  |   |                     |                     |                     |                     |
|  | The Strongest                 | Atlético Colegiales (p.)      | 1                             | 1                             | 2 (4) | 0                | 0                              | 0                              |                                |                                |  |                     |                                |                                |                                |                                |                  |   |                     |                     |                     |                     |
|  | The Strongest                 |                               |                               |                               |       | 0                | 0                              | 0                              |                                |                                |  |                     |                                |                                |                                |                                |                  |   |                     |                     |                     |                     |
|  | Atlético Colegiales           | 0                             | 1                             | 1                             |       |                  |                                |                                |                                |                                |  |                     |                                |                                |                                |                                |                  |   |                     |                     |                     |                     |
|  | Atlético Colegiales           | 0                             | 1                             | 1                             |       |                  |                                |                                |                                |                                |  | Atlético Colegiales | 0                              | 1                              | 1                              |                                |                  |   |                     |                     |                     |                     |
|  |                               |                               |                               |                               |       |                  |                                |                                |                                |                                |  | Atlético Colegiales | 0                              | 1                              | 1                              |                                |                  |   |                     |                     |                     |                     |
|  |                               | Rosário Central               | 2                             | 3                             | 5     |                  |                                |                                |                                |                                |  |                     |                                |                                |                                |                                |                  |   |                     |                     |                     |                     |
|  | Defensor Sporting             | Rosário Central               | 2                             | 3                             | 5     | 1                | 1                              | 2                              |                                |                                |  |                     |                                |                                |                                |                                |                  |   |                     |                     |                     |                     |
|  | Defensor Sporting             |                               |                               |                               |       | 1                | 1                              | 2                              |                                |                                |  |                     |                                |                                |                                |                                |                  |   |                     |                     |                     |                     |
|  | Rosário Central               | 3                             | 2                             | 5                             |       |                  |                                |                                |                                |                                |  |                     |                                |                                |                                |                                |                  |   |                     |                     |                     |                     |
|  | Rosário Central               | 3                             | 2                             | 5                             |       | Rosário Central  | 2                              | 3                              | 5                              |                                |  |                     |                                |                                |                                |                                |                  |   |                     |                     |                     |                     |
|  |                               |                               |                               |                               |       | Rosário Central  | 2                              | 3                              | 5                              |                                |  |                     |                                |                                |                                |                                |                  |   |                     |                     |                     |                     |
|  |                               | Cobreloa                      | 0                             | 1                             | 1     |                  |                                |                                |                                |                                |  |                     |                                |                                |                                |                                |                  |   |                     |                     |                     |                     |
|  | Ciclista Lima                 | Cobreloa                      | 0                             | 1                             | 1     | 4                | 2                              | 6                              |                                |                                |  |                     |                                |                                |                                |                                |                  |   |                     |                     |                     |                     |
|  | Ciclista Lima                 |                               |                               |                               |       | 4                | 2                              | 6                              |                                |                                |  |                     |                                |                                |                                |                                |                  |   |                     |                     |                     |                     |
|  | Cobreloa                      | 1                             | 7                             | 8                             |       |                  |                                |                                |                                |                                |  |                     |                                |                                |                                |                                |                  |   |                     |                     |                     |                     |

- Em itálico, os times que possuem o mando de campo no primeiro jogo do confronto e em negrito os times classificados.

## Repercussão
O feito do Rosario Central de reverter uma desvantagem de quatro gols foi considerado pela mídia argentina como "milagre" e "histórico", tendo sido reconhecido também pela própria CONMEBOL. Este foi o primeiro título internacional do Rosario Central.